# Qolobaa calankeed
Qoloba Calankeed è l'inno nazionale della Somalia dal 2012.

## Storia
Venne scritto e composto dal musicista e poeta somalo Abdullahi Qarshe nel 1959.
Dal 1º agosto 2012, data di adozione dell'attuale Costituzione, è l'inno ufficiale della Repubblica Federale di Somalia, in sostituzione di Somaliyaay toosoo.

## Testo

### Somalo
Qoloba calankeen,
Dur waa cayn oo,
Innaga keenu waa,
Cirka oo kale ee,
Oo aan caadna lahayn,
Ee caashaqa ee.
Xidig yahay caddi waa aad,
Noo ciidamisee,
Carrada keligaa,
Adaa u curad ee,
Cadceedda sideeda,
Caan noqo ee.
Sidii culaygii,
Ciiddaad marisee,
Alloow ha ku celin,
Alloow ha ku celin.

### Inglese
Any nation’s flag, bears its own color
The sky (above us), does ours look like
Defects it has none; love it with candor
Oh you white star, at your service we are
Superior you are, in any part of our land
Be famous oh star, like the sun (of the far)
On the day you arose, our hearts you have
Purified with pureness, (oh you our flag)
Lord may not dim you, pray we in this night
The detached part of, our forces of five
I beseech from God, their return you cause
This fate that wrote, for us to meet now.